# Jarmo Tolvanen
Jarmo Tolvanen (ur. 21 lutego 1956 w Karhula) – fiński hokeista, trener hokejowy.
Jego syn Mikko (ur. 1988) także został bramkarzem hokejowym oraz trenerem.

## Kariera zawodnicza
- HPK (1972-1977)
- Timrå IK (1977-1978)
- HPK (1979-1980)

W czasie kariery zawodniczej był głównie zawodnikiem klubu HPK. Uczestniczył w turniejach mistrzostw Europy do lat 19 w 1974 oraz mistrzostw świata juniorów do lat 20 w 1976.

## Kariera trenerska
- Karhu-Kissat (1983-1986), główny trener
- Blues (1986-1987), główny trener
- Kiekko-Espoo (1987-1990), główny trener
- Reprezentacja Finlandii do lat 17 (1989-1990), asystent trenera
- Reprezentacja Finlandii do lat 18 (1990-1991), główny trener
- Reprezentacja Finlandii do lat 20 (1991-1993), główny trener
- HPK do lat 20 (1992-1993), główny trener
- Calgary Flames (1993-1994), skaut
- Ilves (1994-1995), asystent trenera
- Kaufbeurer Adler (1995-1996), główny trener
- Manglerud Star (1997-1998), główny trener
- Calgary Flames (1998-2000), skaut
- SC Bern (2000-2001), asystent trenera
- Leksands IF (2001-2004), główny trener
- EHC Visp (2004-2005), główny trener
- Lukko (2005-2006), główny trener
- Reprezentacja Finlandii do lat 20 (2006-2007), główny trener
- AaB Ishockey (2007-2008), główny trener
- TKH Nesta Toruń (2008-2009), główny trener
- Alba Volán Székesfehérvár (2009-2010), główny trener
- Ducs de Dijon (2011-2015), główny trener
- Stjernen Hockey (2015-2017), główny trener
- Reprezentacja Węgier (2017-2020), główny trener
- Reprezentacja Węgier do lat 20 (2017-2020), główny trener

Po zakończeniu kariery zawodniczej został szkoleniowcem. Trenował kluby fińskie, także w elitarnych rozgrywkach Liiga, a ponadto w rozgrywkach niemieckich DEL, norweskich Eliteserien (później GET-ligaen), szwajcarskich NLA i NLB, szwedzkich Elitserien i Allsvenskan, duńskiej Superlidze, Polskiej Lidze Hokejowej (TKH Toruń), austriackiej EBEL, węgierskiej ekstraklasie, francuskiej Ligue Magnus. Prowadził reprezentacje juniorskie Finlandii do lat 17, do lat 18 podczas turniejów mistrzostw Europy juniorów do lat 18 w 1991, do lat 20 podczas mistrzostw świata juniorów do lat 20 w 1992, 1993, 2007. Ponadto pracował jako skaut dla kanadyjskiego klub Calgary Flames w rozgrywkach NHL. W sierpniu 2017 został trenerem kadry seniorskiej Węgier, a jednocześnie kadry do lat 20 tego kraju. Prowadził Węgry w edycji MŚ 2018, a w czerwcu 2018 przedłużył kontrakt z węgierską federacją. Tuż przed kolejnym turniejem został hospitalizowany i nie mógł kierować zespołem na turnieju edycji 2019 w Kazachstanie. W kwietniu 2020 odszedł ze stanowiska selekcjonera kadry Węgier.

## Sukcesy
Reprezentacyjne zawodnicze
- Brązowy medal mistrzostw Europy do lat 19: 1974

Reprezentacyjne szkoleniowe
- Brązowy medal mistrzostw Europy juniorów do lat 18: 1991

Klubowe szkoleniowe
- Złoty medal Allsvenskan: 2002 z Leksands IF
- Awans do Elitserien / SHL: 2002 z Leksands IF
- Złoty medal mistrzostw Węgier: 2010 z Albą 19 Volán Székesfehérvár
- Brązowy medal mistrzostw Francji: 2012 z Ducs de Dijon
- Puchar Francji: 2012 z Ducs de Dijon